# オーソシエ (衛星)
オーソシエまたはオルトシエ（英語：Orthosie、確定番号：Jupiter XXXV）は、木星の第35衛星。
2001年12月11日に、スコット・S・シェパード（Scott S. Sheppard）が率いるハワイ大学の観測チームによって発見され、S/2001 J 9 という仮符号が与えられた。観測には、カナダ・フランス・ハワイ望遠鏡、ハワイ大学の望遠鏡が用いられた。その後2003年8月8日に、ギリシア神話のニンフのオーソシエに因んで命名され、Jupiter XXXV という確定番号が与えられた。
オーソシエの見かけの等級は23.1であり、アルベドを0.04と仮定した場合、オーソシエの直径はおよそ 2 km と推定される。また、密度を 2.6 g/cm3 と仮定した場合、質量はおよそ 1.5 ×1013 kg と推定される。オーソシエは、木星から1930万kmと2270万kmの間の距離を逆行軌道で公転し、軌道傾斜角が 150° 前後の不規則衛星のグループであるアナンケ群に属している。